# Linia kolejowa 188 Kysak – Muszyna
Linia kolejowa 188 Kysak–Muszyna – linia kolejowa na Słowacji o długości 83 km, łącząca miejscowości Kysak i Muszynę, w Polsce. Jest to linia jednotorowa oraz zelektryfikowana.